# Piazzale Grande Torino

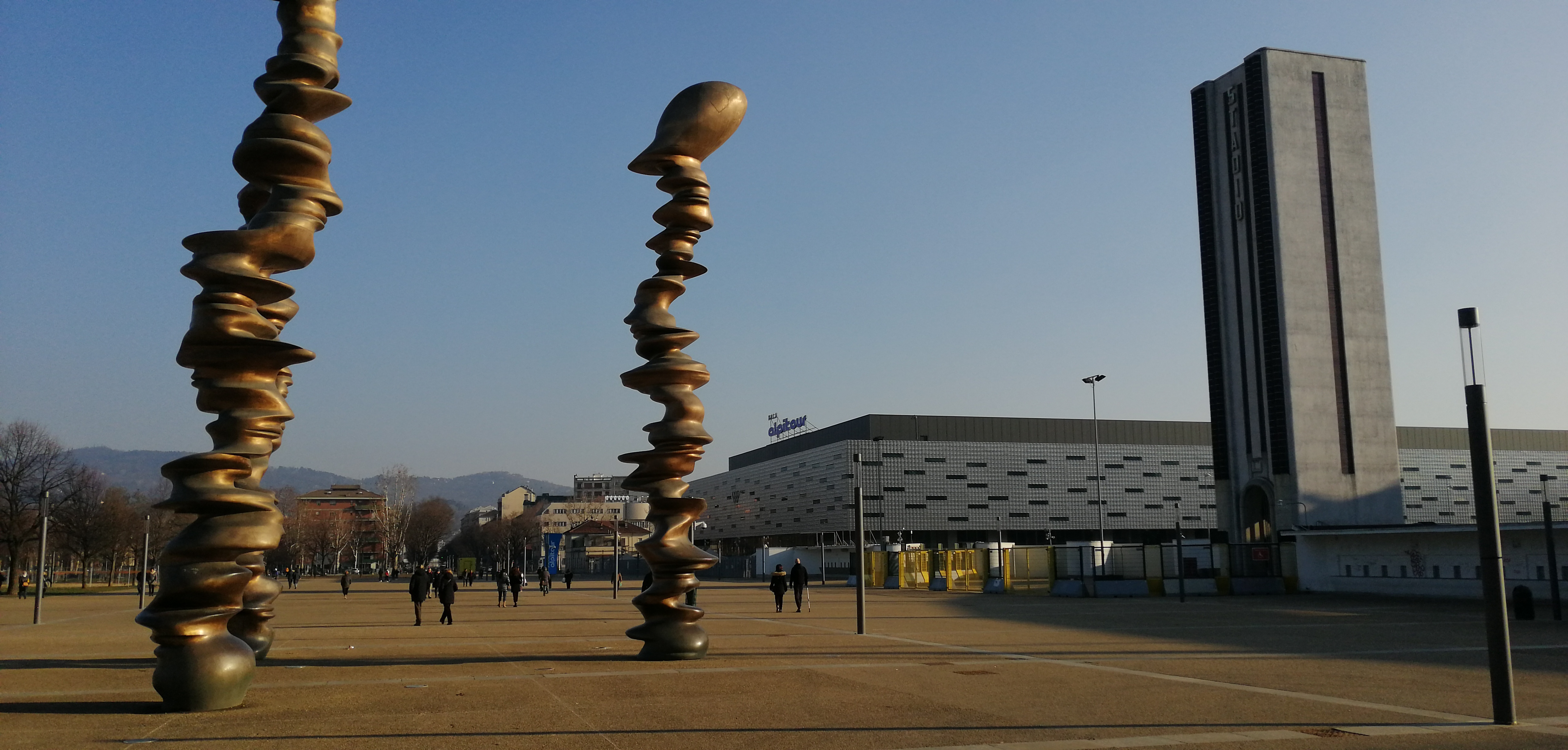
Panoramica del piazzale nel 2023, con le sculture di Tony Cragg (in primo piano), la torre di Maratona dello stadio Olimpico Grande Torino (in secondo piano) e il Palasport Olimpico (sullo sfondo)

Piazzale Grande Torino è una piazza di Torino situata nel quartiere Santa Rita, nel tratto di corso Sebastopoli pedonalizzato tra corso Giovanni Agnelli e corso Galileo Ferraris.
La piazza è nata in occasione dei XX Giochi olimpici invernali del 2006, vedendo la completa ristrutturazione di piazza d'armi, la riorganizzazione del parco Cavalieri di Vittorio Veneto e rendendo pedonale il viale d'accesso allo stadio Olimpico, quest'ultimo sede delle cerimonie di apertura e di chiusura della manifestazione olimpica.
L'area è stata intitolata nel novembre 2012 alla memoria della squadra del Grande Torino.
Nel piazzale sorge, oltre al succitato stadio – dedicato anch'esso, dal 2016, alla squadra granata e ospitante, dal 2006, le partite casalinghe del Torino (che fino al 2011 ha condiviso la struttura con la Juventus) –, anche il Palasport Olimpico. Il piazzale è inoltre abbellito da tre sculture in stile futurista dell'artista inglese Tony Cragg.